# Zbyněk Berka z Dubé
Zbyněk Berka z Dubé (ur. 1551 w Dřevenicy koło Jiczyna; zm. 6 marca 1606) – czeski duchowny Kościoła katolickiego, arcybiskup metropolita praski od 1592 r., kardynał. 

## Życiorys

### Pochodzenie
Zbynek urodził się w 1551 r. w Drevnicy, koło Jiczyna. Pochodził z katolickiego czesko-morawskiego rodu szlacheckiego, którego członkowie piastowali różne funkcje na dworze królewskim. Jego rodzicami byli Zdenek Berka z Dube na Drevnicy i Katarzyna z domu Haugwitz i Biskupitz.

### Początki kariery
Zbynek uczęszczał do kolegiów jezuickich w Pradze i Ołomuńcu, po których ukończeniu rozpoczął studia na Uniwersytecie Krakowskim, gdzie uzyskał licencjat z teologii. W 1574 r. otrzymał święcenia kapłańskie z rąk arcybiskupa Antonína Brusa z Mohelnicy i został prepozytem kolegiaty w Wyszehradzie. W ciągu kolejnych lat został kolejno kanonikiem salzburskim, praskim i starobolesławowskim oraz członkiem kapituł w Ołomuńcu, Ratyzbonie i Litomierzycach. W 1578 r. papież Grzegorz XIII mianował go protonotariuszem apostolskim, a w 1582 r. administratorem apostolskim w diecezji Ratyzbony.

### Wybór na arcybiskupa
W 1590 r. zmarł arcybiskup Martin Medek, a w archidiecezji praskiej rozpoczął się trwający dwa lata okres sediswakancji. Pojawiło się dwóch kandydatów na nowego arcybiskupa: Christoph Popel von Lobkowitz, przewodniczący sądu apelacyjnego oraz opat strahowski Jan Lohelius. Pierwszy z nich nie posiadał święceń kapłańskich, a drugi miał za małe poparcie.
Ostatecznie 14 grudnia 1592 r. cesarz Rudolf II Habsburg mianował nowym arcybiskupem metropolitą praskim Zbynka, który uzyskał prowizję papieską dopiero 21 czerwca 1593 r. od nuncjusza Cesare Specciano. Tak długi okres oczekiwania spowodowany był oskarżeniami wobec Zbynka, że rzekomo w młodości sympatyzował z utrakwistami. Jego konsekracja biskupia miała miejsce 10 października tego samego roku. Jednocześnie został wielkim mistrzem Zakonu Krzyżowców z Czerwoną Gwiazdą.

### Arcybiskup praski
W trakcie swoich rządów w archidiecezji praskiej starał się wzmocnić władzę arcybiskupią oraz prowadził tak jak jego poprzednik akcję rekatolicyzacji kraju. W tym celu obsadzał w miastach królewskich wiernych sobie proboszczów, a także przejął nadzór nad szkolnictwem i poddawał cenzurze książki. W 1605 r. przeprowadził synod diecezjalny, na którym podjęto decyzję o przeprowadzeniu dalszych reform w duchu Soboru Trydenckiego. Otaczał swoją opieką zakony, zwłaszcza jezuitów, którzy mieli odegrać decydującą rolę w akcji kontrreformacyjnej, przekazując im m.in. klasztor augustianów w Kłodzku.
Na krótko przed swoją śmiercią został mianowany przez papieża Pawła V kardynałem, a wcześniej w 1603 r. w uznaniu za swoje zasługi cesarz nadał mu tytuł księcia Rzeszy. Zmarł w 1606 r.